# Chemical Biology & Drug Design
Chemical Biology & Drug Design, abgekürzt Chem. Biol. Drug Des., ist eine wissenschaftliche Fachzeitschrift, die vom Wiley-Blackwell-Verlag veröffentlicht wird. Die Zeitschrift wurde 1969 unter dem Namen International Journal of Protein Research gegründet, im Jahr 1973 wurde der Name auf International Journal of Peptide and Protein Research erweitert und im Jahr 1997 erfolgte eine Fusion mit der Zeitschrift Peptide Research zum Journal of Peptide Research. Im Jahr 2006 wurde der Name in Chemical Biology & Drug Design geändert. Die Zeitschrift erscheint derzeit mit zwölf Ausgaben im Jahr. Es werden Arbeiten veröffentlicht, die sich mit den multidisziplinären Gebieten der chemischen Biologie und der Arzneistoffentwicklung beschäftigen.
Der Impact Factor lag im Jahr 2014 bei 2,485. Nach der Statistik des ISI Web of Knowledge wird das Journal mit diesem Impact Factor in der Kategorie Biochemie & Molekularbiologie an 164. Stelle von 289 Zeitschriften und in der Kategorie medizinische Chemie an 28. Stelle von 59 Zeitschriften geführt.